# كاثرين غوستافسون
كاثرين غوستافسون (بالإنجليزية: Kathryn Gustafson)‏ هي مهندسة معمارية ومهندسة المناظر الطبيعية أمريكية، ولدت في 1951 في ياكيما في الولايات المتحدة.

## وصلات خارجية
- الموقع الرسمي